# Vrela (gmina Teslić)
Vrela (cyr. Врела) – wieś w Bośni i Hercegowinie, w Republice Serbskiej, w gminie Teslić. W 2013 roku liczyła 57 mieszkańców.